# Syd van der Vyver
 Syd van der Vyver  va ser un pilot de curses automobilístiques i de moto sud-africà nascut l'any 1920 que va arribar a disputar curses de Fórmula 1.

## A la F1
Syd van der Vyver va debutar a la novena i última cursa de la temporada 1962 (la tretzena temporada de la història) del campionat del món de la Fórmula 1, disputant el 29 de desembre del 1962 el GP de Sud-àfrica al circuit de East London.
Va participar en una única prova puntuable pel campionat de la F1, no aconseguint disputar la cursa per problemes tècnics i no assolí cap punt pel campionat del món de pilots.

## Resultats a la Fórmula 1
| Any  | Equip             | Xassís | Motor  | 1   | 2   | 3   | 4   | 5   | 6   | 7   | 8   | 9       | 10 | Posició | Punts |
| ---- | ----------------- | ------ | ------ | --- | --- | --- | --- | --- | --- | --- | --- | ------- | -- | ------- | ----- |
| 1962 | Syd Van der Vyver | Lotus  | Climax | HOL | MON | BEL | FRA | GBR | ALE | ITA | USA | SUD NVS |    | -       | 0     |

### Resum
| Curses: | Victòries: | Pòdiums: | Poles: | Voltes ràpides: | Punts: |
| ------- | ---------- | -------- | ------ | --------------- | ------ |
| 1       | 0          | 0        | 0      | 0               | 0      |